# 117569 Rileyharris
117569 Rileyharris este o planetă minoră (asteroid) din centura de asteroizi. A fost descoperită pe 3 martie 2005 la Catalina Station⁠(d) de Catalina Sky Survey. 
Obiectul prezintă o orbită caracterizată de o semiaxă mare de 2,3509072064331 UAi, o excentricitate de 0,18726969874253, o înclinație de 6,177305414546 ° în raport cu ecliptica.